# Gruyère (grevskap)
Gruyère, på tyska: Greyerz, är ett historiskt grevskap i övre Saanedalen i nuvarande kantonerna Fribourg, Vaud och Bern i Schweiz.

## Historia
I området talades sedan romartiden latinska språk. Under medeltiden bosatte sig tysktalande från Simmental i Jaun och Saanen.

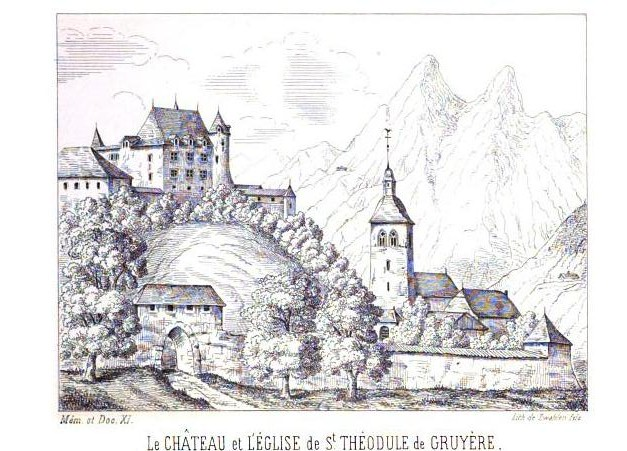
Slottet och kyrkan i Gruyères, 1857

Runt 1080 grundades ett kluniacenserkloster i Rougemont och år 1115 bekräftar en greve av Ogo en gåva till Rougemonts kloster. Denne bör ha residerat i nuvarande Chateau d'Oex och kan ha varit anfader till grevarna av Gruyère. 
Det äldsta skriftliga vittnesbördet om en greve av Gruyère är från 1144: Willelmus comes de Grueria. Antagligen residerade han i nuvarande Gruyères och styrde över Broc, La Tour-de-Trême och hela Saanedalen ovanför dessa.
År 1244 underställdes Gruyère Savojen men behöll rätt stor självständighet. Under 1300-talet närmade man sig Bern och Fribourg, vilket ledde till konflikt med Savojen.
Områdets jordbruk koncentrerade sig länge på åkerbruk och fårskötsel. Under 1400-talet intensiverades doch mjölkproduktion och fäboddrift. Antagligen började man nu göra hårdost med löpe - något som lett fram till dagens Gruyèreost. Under denna tid utökade grevarna sitt område till Jaun och Genèvesjön. 
Reformationen och ekonomin ledde till nya svårigheter. Efter att grevarna gjort konkurs delades området 1555, så att Bern fick Pays-d'Enhaut och Saanen. Resten tillföll Fribourg.
Det franskspråkiga Pays-d'Enhaut skildes 1798 från Bern och övergick 1803 i kantonen Vaud.

## Heraldik

Kommunen Gruyères vapen.

Bilden i grevarnas vapen, en gående trana (fr. la grue) av silver,  återfinns i många kommunvapen.